# Ranunculus gmelinii
Renoncule de Gmelin
Espèce
La renoncule de Gmelin, Ranunculus gmelinii, est une espèce de plante herbacée de la famille des Ranunculaceae

## Liste des sous-espèces et variétés
Selon NCBI (3 juin 2014) :
- sous-espèce Ranunculus gmelinii subsp. gmelinii
- sous-espèce Ranunculus gmelinii subsp. purshii

Selon The Plant List (3 juin 2014) :
- variété Ranunculus gmelinii var. schizanthus (Lunell) L.D. Benson
- variété Ranunculus gmelinii var. terrestris (Ledeb.) L.D. Benson
- variété Ranunculus gmelinii var. yukonensis (Britton) L.D. Benson

Selon Tropicos (3 juin 2014) (Attention liste brute contenant possiblement des synonymes) :
- sous-espèce Ranunculus gmelinii subsp. gmelinii
- sous-espèce Ranunculus gmelinii subsp. purshii (Richardson) Hultén
- sous-espèce Ranunculus gmelinii subsp. radicans Hultén
- variété Ranunculus gmelinii var. gmelinii
- variété Ranunculus gmelinii var. hookeri (D. Don) L.D. Benson
- variété Ranunculus gmelinii var. limosus (Nutt.) H. Hara
- variété Ranunculus gmelinii var. prolificus (Fernald) H. Hara
- variété Ranunculus gmelinii var. purshii (Richardson) H. Hara
- variété Ranunculus gmelinii var. radicans Krylov
- variété Ranunculus gmelinii var. schizanthus (Lunell) L.D. Benson
- variété Ranunculus gmelinii var. terrestris (Ledeb.) L.D. Benson
- variété Ranunculus gmelinii var. yukonensis (Britton) L.D. Benson